# North Dandalup
North Dandalup is een plaats in de regio Peel in West-Australië.

## Geschiedenis
De oorspronkelijke bewoners van de streek zijn de Binjareb Nyungah Aborigines. Dandalup is een aboriginesnaam en verscheen voor het eerst op een kaart in 1835. De betekenis van het woord is niet bekend.
In 1894 opende de South Western Railway. North Dandalup kreeg een spooraansluiting en was een van de oorspronkelijke stopplaatsen. De grond rond de stopplaats was private eigendom maar er werd grond opzijgezet voor een school. In 1900 werd er een eerste schooltje gebouwd. In 1952 werd het afgebroken en vervangen door een nieuw schoolgebouw. In 1898 werd ook een gemeenschapszaal gebouwd, de 'Agricultural Hall'. Die werd ter nagedachtenis van de Tweede Wereldoorlog in 1957 vervangen door een nieuwe gemeenschapszaal, de 'Memorial Hall'.
Pas in 1972 zou North Dandalup officieel gesticht worden.
Op 28 oktober 1994 werd de North Dandalup Dam geopend, een stuwdam in de rivier North Dandalup die deel uitmaakt van Perths watervoorzieningen.

## Beschrijving
North Dandalup is een rustig dorp. Het maakt deel uit van het lokale bestuursgebied Shire of Murray. Er stromen verscheidene rivieren door de streek en er worden veel paarden gehouden. North Dandalup heeft een basisschool, een gemeenschapszaal, een kruidenierszaak en een pompstation.
In 2021 telde North Dandalup telde 863 inwoners, tegenover 343 in 2006.

## Toerisme
- De North Dandalup Dam ligt in een recreatiegebied.[6]
- Vogelaars kunnen bedreigde kaketoes waarnemen in de Important Bird Area (IBA) North Dandalup. De IBA ligt deels in het nationaal park Serpentine.[9]
- De Gold Mine Hill Walk is een korte wandeling op een heuvel waar nog historische resten te vinden zijn van de zoektocht naar goud en vanwaaruit men een weids zicht heeft over de Swan Coastal Plane.[10]

## Transport
North Dandalup ligt langs de South Western Highway, 74 kilometer ten zuiden van Perth, 15 kilometer ten noordoosten van Pinjarra en 22 kilometer ten noordwesten van Dwellingup.
De South Western Railway loopt langs North Dandalup. De Australind die tussen Perth en Bunbury spoort maakt er een stop.